# Kiputz IX
La grotte nommée Kiputz IX est un site archéologique situé dans la commune guipuscoane de Mutriku dans la communauté du Pays basque en Espagne,.

## Site archéologique
C'est une grotte débouchant sur un gouffre où un grand nombre d'ossements d'animaux vieux de 15 000 à 20 000 ans ont été trouvés. Le site a été découvert en 2002 par le groupe Munibe Taldea. Après sa découverte, il a été fouillé de 2004 à 2007 par une équipe multidisciplinaire de l'UPV/EHU, de la Société scientifique Aranzadi et de Munibe Taldea.

## Description
Le gouffre mesure 2 m de large sur 6 m de profondeur. Il est situé à l'est du mont Arno. Le remplissage sédimentaire avait une profondeur d'environ 4,5 m et était constitué d'un mélange de couches d'argile et de calcaire et de blocs tombés des murs. Le sol alcalin d'origine karstique a permis la bonne conservation des os.

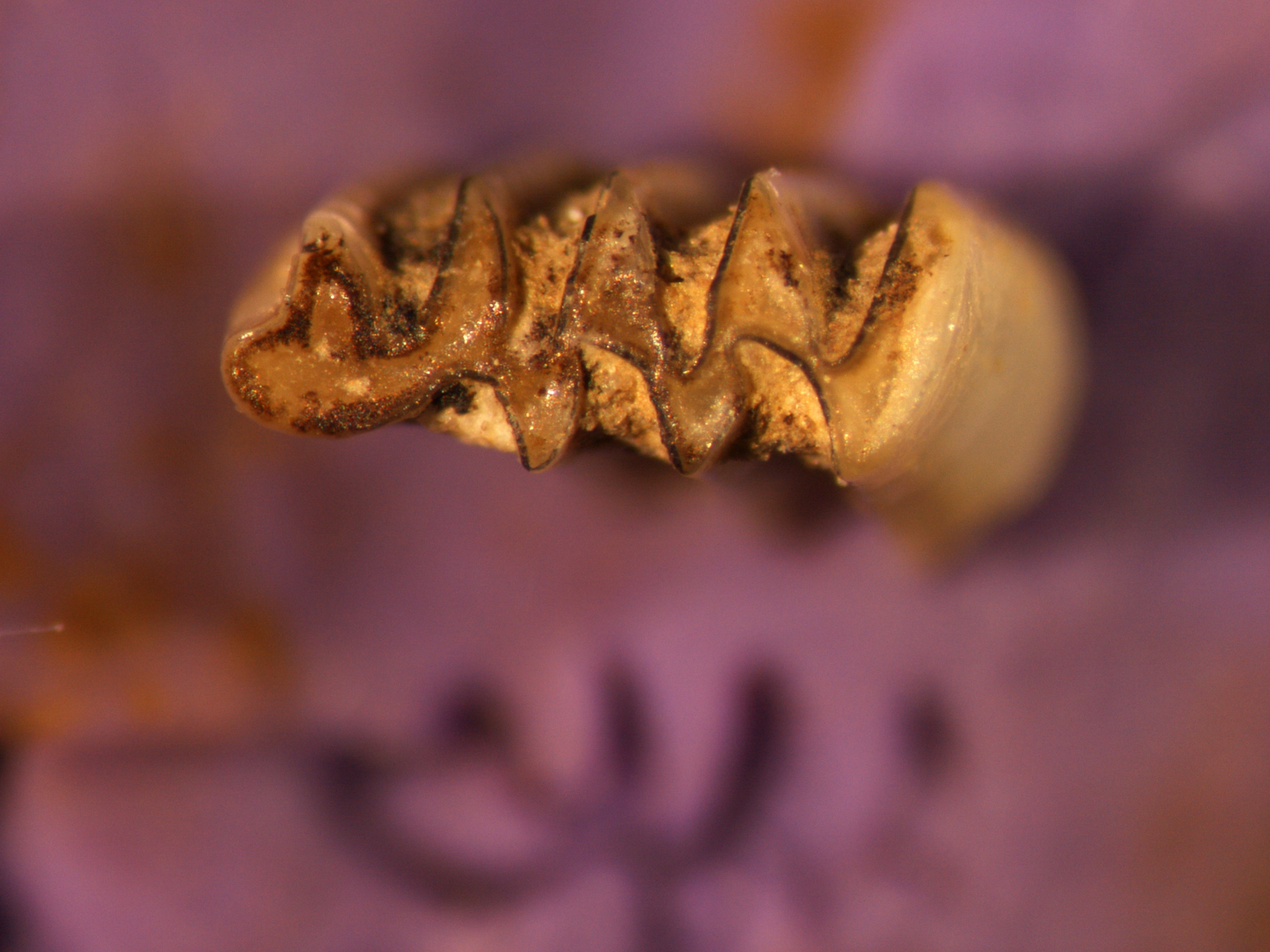
dent de microtus oeconomus (campagnol)

À une époque de glaciation maximale, lorsque le niveau de la mer baissait, une zone steppique d'environ 18 km de terre s'est créée au-delà de la côte cantabrique actuelle, notamment en face des Landes. Des troupeaux de rennes, de rhinocéros laineux, de bison des steppes, de mammouths, etc. parcouraient cette région ; Il y avait des animaux qui tombaient dans le piège du gouffre de Kiputz.

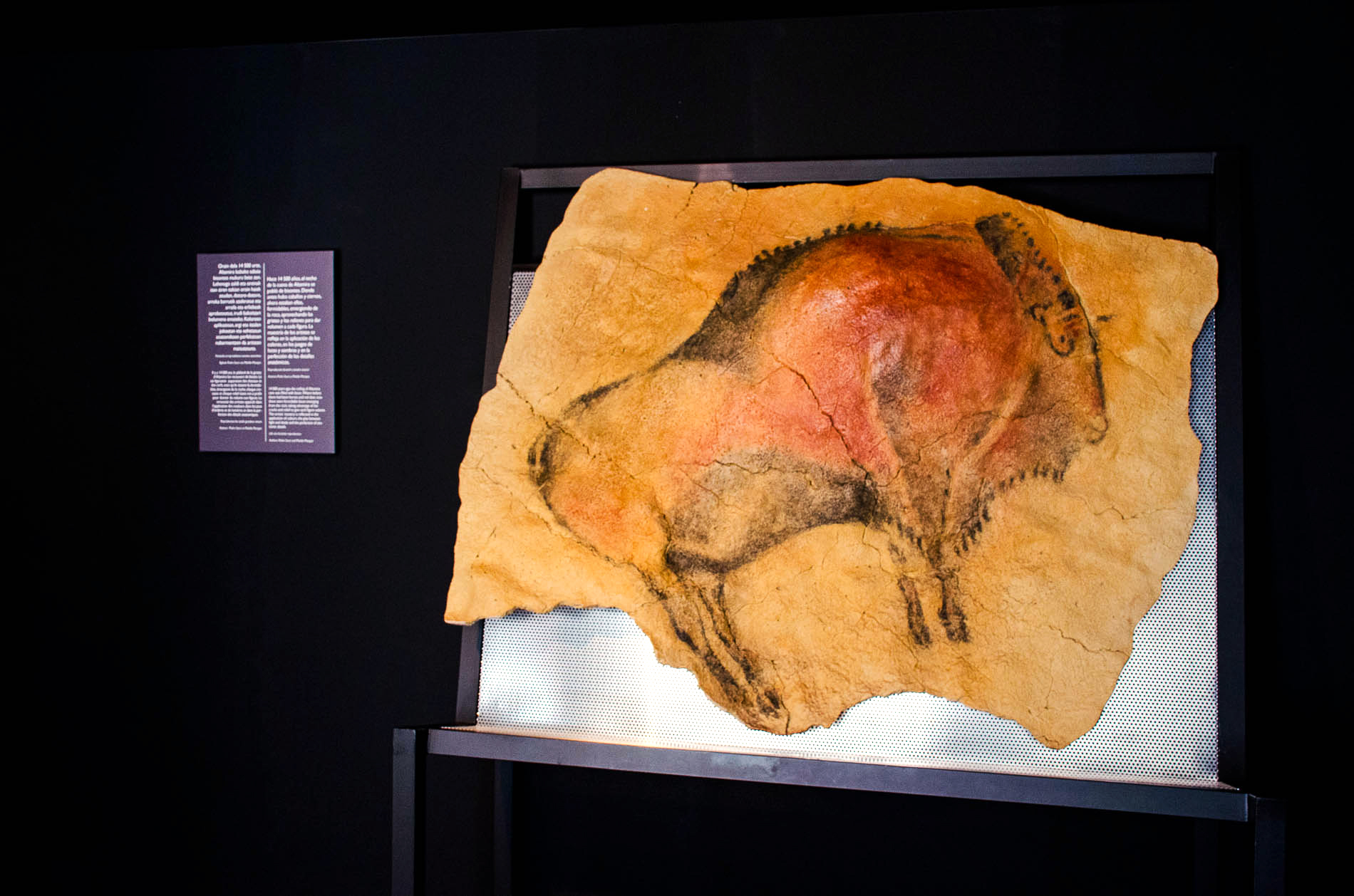
Bison (Exposition Kiputz)

La plupart des os du site ont été conservés intacts, certains en connexion anatomique, puisque la grotte n'a jamais été habitée par des personnes ou des animaux. Plus de 18 000 fragments osseux ont été retrouvés, provenant principalement de rennes et de bisons, mais aussi de carnivores (ours brun, lion, chat sauvage, loup, renard, blaireau, martre et putois) et d'autres herbivores (cheval, chèvre, chèvre de montagne, chamois, cerf, chevreuil et sanglier).
Le fossile le plus spectaculaire est celui d'un bison des steppes adulte pesant environ 900 kg, plus précisément son crâne entier, qui a une envergure de 90 cm.